# PiHex
PiHex était un projet visant à obtenir des chiffres du nombre pi écrit en binaire. Le projet PiHex a permis, en particulier, de déterminer le {\displaystyle 10^{15}}e bit de pi (et les 76 suivants) ce qui reste un record à ce jour. L'algorithme de calcul utilise la formule de Bellard, une version améliorée de la formule de Bailey, Borwein et Plouffe. Le projet utilisait des ressources de calcul distribuées sur presque 2 000 ordinateurs. Le projet PiHex a pris fin le 11 septembre 2000.
Le projet est une conséquence de la formule obtenue par David H. Bailey, Peter Borwein et Simon Plouffe en 1995 qui permet de calculer des chiffres hexadécimaux isolés du nombre pi, sans avoir à calculer les précédents. L'objectif du projet PiHex est de calculer, non pas le plus de bits de pi après la virgule, mais les bits de pi les plus lointains après la virgule.
Le projet PiHex a établi plusieurs records successifs :
- le 30 août 1998, calcul du cinq billionième bit de pi (et des 76 bits suivants) ;
- le 9 février 1999, calcul du quarante billionième bit de pi (et des 76 bits suivants) ;
- le 11 septembre 2000, calcul du mille billionième bit de pi (et des 76 bits suivants).

Le calcul du mille billionième bit a pris 1,2 million d'heures CPU et l'utilisation de 1 734 ordinateurs dans 56 pays.